# Don Calfa
Donald George Calfa, detto Don (Brooklyn, 3 dicembre 1939 – Yucca Valley, 1º dicembre 2016), è stato un attore statunitense.

## Filmografia parziale

### Cinema
- Putney Swope, regia di Robert Downey Sr. (1969) - non accreditato
- Pound, regia di Robert Downey Sr. (1970)
- Greaser's Palace, regia di Robert Downey Sr. (1972)
- Un grande amore da 50 dollari (Cinderella Liberty), regia di Mark Rydell (1973)
- Il rinoceronte (Rhinoceros), regia di Tom O'Horgan (1974)
- La rapina più pazza del mondo (The Bank Shot), regia di Gower Champion (1974)
- Shanks, regia di William Castle (1974)
- Una valigia piena di dollari (Peeper), regia di Peter Hyams (1976)
- Vecchia America (Nickelodeon), regia di Peter Bogdanovich (1976)
- The Rose, regia di Mark Rydell (1979)
- Condannato a morte per mancanza di indizi (The Star Chamber), regia di Peter Hyams (1983)
- The Man Who Wasn't There, regia di Bruce Malmuth (1983)
- Il ritorno dei morti viventi (The Return of the Living Dead), regia di Dan O'Bannon (1985)
- L'occhio dietro il muro (Talking Walls), regia di Stephen Verona (1987)
- Il presidio - Scena di un crimine (The Presidio), regia di Peter Hyams (1988)
- Weekend con il morto (Weekend at Bernie's), regia di Ted Kotcheff (1989)
- Bugsy, regia di Barry Levinson (1991)
- Me Myself and I, regia di Pablo Ferro (1992)
- Frequenze pericolose (Stay Tuned), regia di Peter Hyams (1992)
- Necronomicon, regia di Christophe Gans, Shūsuke Kaneko e Brian Yuzna (1993)
- Progeny - Il figlio degli alieni (Progeny), regia di Brian Yuzna (1998)
- Downward Angel, regia di Kevin Lewis (2001)
- Sharkskin, regia di Dan Perri (2015)

### Televisione
- Buonanotte amore mio (Goodnight, My Love) – film TV (1972)
- Los Angeles quinto distretto di polizia (The Blue Knight) – film TV (1973)
- Kojak – serie TV, 2 episodi (1974-1975)
- Le strade di San Francisco (The Streets of San Francisco) – serie TV, 3 episodi (1974-1977)
- Cowboy d'acciaio (Steel Cowboy) – film TV (1978)
- Saremo famosi (The Comedy Company) – film TV (1978)
- Park Place – serie TV, 4 episodi (1981)
- Barney Miller – serie TV, 7 episodi (1977-1981)
- Doogie Howser (Doogie Howser, M.D.) – serie TV, 3 episodi (1990-1993)
- La signora in giallo (Murder, She Wrote) – serie TV, episodi 5x03-9x21 (1988-1993)
- Beverly Hills 90210 (Beverly Hills, 90210) – serie TV, 3 episodi (1993-1994)

## Doppiatori italiani
Nelle versioni in italiano delle opere in cui ha recitato, Don Calfa è stato doppiato da:
- Giorgio Lopez ne Il ritorno dei morti viventi
- Roberto Del Giudice ne Il presidio - Scena di un crimine
- Sandro Sardone in Weekend con il morto
- Massimo Corvo in La signora in giallo (ep. 5x03)
- Massimo Milazzo in La signora in giallo (ep. 9x21)